# جوزپه جووینکو
جوزپه جووینکو (انگلیسی: Giuseppe Giovinco؛ زادهٔ ۲۶ سپتامبر ۱۹۹۰) بازیکن فوتبال اهل ایتالیا است.
از باشگاه‌هایی که در آن بازی کرده‌است می‌توان به باشگاه فوتبال یوونتوس و باشگاه فوتبال پیزا اشاره کرد.